# Václav Mattauch
Václav Mattauch (2. února 1908 Bubeneč – 13. srpna 1985 Kadaň) byl český pedagog, regionální historik a turistický průvodce Čedoku.

## Život
Narodil se jako syn magistrátního úředníka, vrchního revidenta Václava Mattaucha, v Praze Bubenči. Byl absolventem Malostranského a později Akademického gymnázia v Praze. Dne 8. června 1927 maturoval s vyznamenáním. Vystudoval dějiny a zeměpis na Filozofické fakultě Univerzity Karlovy v Praze. Dějiny trautmannsdorfského panství Jemniště v 17. a 18. století byly jeho badatelským zájmem a zároveň i jeho dizertační prací. Dne 8. června 1932 byl promován doktorem filozofie.
Nastoupil na vojenskou základní službu a studoval důstojnickou školu v Pardubicích. Dne 1. července 1933 byl převelen k 10. dragounskému pluku v Berehově, na Podkarpatské Rusi. Dne 28. března 1934 odešel do civilu s hodností podporučíka. Učil na měšťanských školách v Benešově, Vlašimi a Trhovém Štěpánově. Dne 1. září 1936 nastoupil jako učitel na české gymnázium v Brně. Před svatbou s Ludmilou Musilovou, odešel vyučovat na Reálné gymnázium v Praze - Libni. Dne 1. září 1947 byl profesorem na gymnáziu v Kadani. Po roce 1948 nastoupil jako pomocný dělník na šachtě v Prunéřově. V letech 1948 a 1949 také krátce působil v Městském muzeu v Kadani. Dne 1. listopadu 1949 se stal učitelem učňovské školy v Kadani. Od roku 1958 pracoval jako dělník Pozemních staveb Karlovy Vary. Od roku 1963 pracoval na dole Nástup v Tušimicích. Pracoval v cestovní kanceláři ČEDOK jako průvodce. Do penze odešel 1. února 1968.
Zemřel 13. srpna 1985 v Kadani, kde je také na místním hřbitově pochován.

## Dílo
- Orchestr na zámku v Jilemnici. Praha : Karlova univerzita, 1931

- Historický průvodce Kadaní. Kadaň : Město Kadaň, 1957

- Čestínské události roku 1680. Středočeský sborník historický. 1978, 13(svazek 13/1), s. 71–85.[2]
- Sborník Pod Blaníkem, kde publikoval řadu článků o historii Trhového Štěpánova